# نيكوليتا أليكساندرو
نيكوليتا أليكساندرو (بالرومانية: Nicoleta Alexandru)‏ هي مغنية رومانية، ولدت في 5 نوفمبر 1966 في بوخارست في رومانيا.

## وصلات خارجية
- الموقع الرسمي